# Hosgadde, Ankola
Hosgadde là một làng thuộc tehsil Ankola, huyện Uttar Kannad, bang Karnataka, Ấn Độ.